# Пьятто
Пьятто (итал. Piatto) — коммуна в Италии, располагается в регионе Пьемонт, в провинции Бьелла.
Население составляет 552 человека (2008 г.), плотность населения составляет 184 чел./км². Занимает площадь 3 км². Почтовый индекс — 13844. Телефонный код — 015.
Покровителем коммуны почитается святой архангел Михаил, празднование 29 сентября.

## Демография
Динамика населения:

## Администрация коммуны
- Официальный сайт: